# Savska Panonija
Savska Panonija (lat. Pannonia Savia, Pannonia Ripariensis ili Pannonia Interamnensis), provincija kasnog Rimskog Carstva.

## Povijest
Savska Panonija osnovana je 297. kada je car Dioklecijan, u sklopu reorganizacije države, podijelio Gornju Panoniju na Prvu i Savsku. Proces reorganizacije dovršen je do vladavine Konstantina I. Velikog.
Osnivanjem Panonske dijeceze 395. postaje njezin dio. U 4. stoljeću postaje dio prefekture Italije, a od 347. ulazi u prefekturu Ilirije.
Upravljanje Savske panonije u početku je bio dux, a kasnije corrector. Ovaj drugi je bio činovnik visokog, 
pretorijanskog ranga.
Dux Pannoniae secundae ripariensis et Saviae je bio naziv za zapovjednika 
Druge panonije i Savske Panonije, odnosno južnog dijela Panonskog limesa.
Većina jedinica (neke su imenovane na nekoliko lokacija) pripadale su Limitaneima. Rasprostranjeni su po utvrdama ili gradovima izravno na obalama rijeka ili njihovom zaleđu. Nekoliko njih se također može naći u vojsci na terenu ( Comitatenses ) Magister Equitum i Magister Peditum. 
Notitia dignitatum navodi ukupno 22. dvoraca odnosno gradova Druge Panonije i Saviae. No navodi se samo deset župana i četiri tribuna.

## Savska Panonija tijekom velike seobe
Ugovorom 432.godine između  istočnog cara  Teodozija II., pošto se Zapadno Rimsko Carstvo odreklo ove provincije,  i vojvode Aecija ugovoreno je da Savia pripadne Aeciju. U Panoniju provaljuju 
Huni s njihovim vazalskim plemenima Alana i
Ostrogota koje su predvodili braća (po rodbinskim vezama) Valamir, Videmir i posljednji 
Theodemir, koji je bio oženjen kršćankom Ereleuvom i slabljenjem Huna potpisao ugovor sa Leonom I..
Istočno carstvo 455.godine dopušta Ostrogotima da se tu nasele kao federati, gdje se kao vladar Savske Panonije i Siscije spominje Teodorika kralja Ostrogota (između 507.i 511.) i kasnije gotskog comesa (namjesnik Dalmacije i Savije) Osuina (526.).
U turbulentnim događanjima tih vremena sve se manje spominje ova provincija, a posljednja spominjanja Savske Panonije i Siscije se javlja 530. godine na crkvenom skupu u Saloni, kao njenog predstavnika biskupa Ivana (Johannes), a tri godine kasnije opet na koncilu pojavljuje se novi biskup Siscije Konstancija (Constantius). Još jedno spominjanje 546.godine Longobardskog kralja  Audoin dok je radio kao regent u ime maloljetnog Vakonovog sina u Savskoj Panoniji, Langobardi su također bili naseljeni na ovo područje kao federati u vrijeme cara Justijana. Zanimljivo da je sama Siscija kao središte Savske Panonije prvenstveno Ostrogotima,a potom Longobardima bila izričito zanimljiva zbog arijanskog oblika 
krsćanske crkve.

## Zemljopis
Središte provincije bio je grad Siscia, današnji Sisak u Hrvatskoj. Na području provincije nalaze se teritoriji tri današnje države: Hrvatske, Slovenije te Bosne i Hercegovine.